# Alfredo Helsby

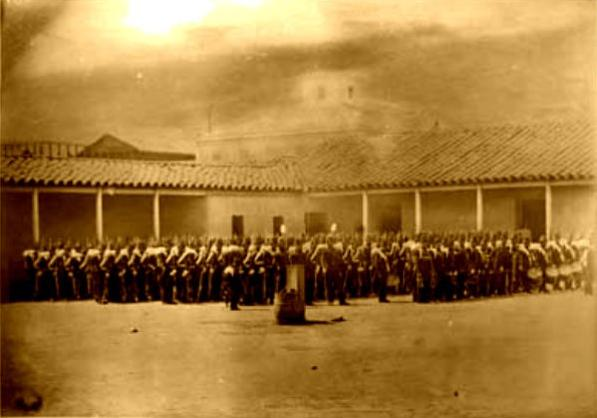
Copia de un daguerrotipo de William George Helsby (tío de Alfredo Helsby), del Batallón 2º de Línea, de Santiago de Chile, en 1852.

Alfredo Helsby Hazell (Valparaíso, 22 de julio de 1862-Santiago, 24 de julio de 1933) fue un pintor chileno que es considerado el paisajista del sur de Chile y uno de los más grandes maestros de la pintura chilena del siglo XIX por su radicalización de la percepción visual y el acomodo de los medios plásticos a la sintonía dinámica de la naturaleza.

## Helsby & Co
El daguerrotipo fue inventado en Francia, y se propagó rápidamente por el mundo, llegando a Sudamérica a bordo del buque escuela mercante francés Oriental-Hydrographe. El daguerrotipo se paseó por Brasil y Uruguay llegando a Valparaíso el 28 de mayo de 1840. Los hermanos Helsby, de Inglaterra, iniciaron la explotación comercial de este invento, instalando un negocio en la calle Aduana de Valparaíso. Entretanto, en Santiago se establecía en 1843, un tal Daviette, que se autodenominaba "artista fotogénico francés". Para darse a conocer puso en la prensa de la capital avisos donde ofrecía "retratar con una perfección que nunca podrán igualar los mejores artistas".
En 1846, pocos años después de inventarse el daguerrotipo, William George Helsby abrió su tienda y taller en la calle Aduana 111. A partir de esa fecha, su estudio se convirtió en uno de los más prestigiosos del puerto, siendo conocido como artista del daguerrotipo en numerosas publicaciones. En 1853, se le unió su hermano Thomas Columbus Helsby, que venía de Argentina, abriendo al poco tiempo, su propio establecimiento de retratos en Santiago.
En octubre de 1854, arribó a Valparaíso el menor de los hermanos Helsby, John Stephens. Se hizo cargo del establecimiento que su hermano William abrió en Santiago, en la calle Estado n° 40. Hacia 1855 se vio envuelto en un violento litigio por dinero con su hermano William, a quien finalmente acuerda entregar su local de Santiago en 1857. Posteriormente se traslada al estudio en calle Estado 40, de Santiago, que hasta 1856 había estado dirigido por sus hermanos William y Juan, que había llegado a Chile en 1854.
Hacia 1860, William Helsby, el precursor de esta familia de fotógrafos abandonó definitivamente Chile regresando a Inglaterra. Dos años más tarde nacería Alfredo.
En 1862, el año de nacimiento de Alfredo Helsby, Thomas aparece con un estudio en la calle Cochrane de Valparaíso. Su hermano William lleva dos años en Inglaterra. Algunas fuentes citan a William como padre de Alfredo pero estaba hacía tiempo en Europa.

## Primeros años y formación
Hijo de Thomas Columbus Helsby, y de Patient Hazell, ingleses radicados en Chile. Este era un famoso fotógrafo, retratista e introductor y hermano del difusor del daguerrotipo y la fotografía en este país, William G Helsby. (1822-1872). Miembro de la afamada familia de empresarios fotógrafos Helsby & Co con estudios fotográficos en Santiago, Valparaíso y Liverpool.
A los 8 años tras la aplicación de una vacuna anti-tuberculosa sufre de una grave complicación de la misma desarrollando una neumonía fulminante. Este episodio marcara su afición por temas médicos de toda la vida.
Estudió en el colegio Mackay de Valparaíso, y su profesor de pintura era el pintor británico Thomas Somerscales quien fue cardinal en enseñar la importancia de pintar del natural, un precepto que el joven Helsby cumplió saliendo a pintar al aire libre junto a su amigo y gran artista Juan Francisco González. Estudió pintura en Santiago bajo la dirección de Alfredo Valenzuela Puelma, a quien consideró su maestro por introducirle en el dibujo y la composición y cuya enseñanza le acercó a los postulados académicos aunque nunca se incorporó a la principal institución artística nacional. No tuvo, pues, que recorrer un largo sendero académico para advertir que la pintura exigía superar fórmulas gastadas y que era necesario generar un nuevo y más abierto vocabulario pictórico. De esta época de formación data su obra Quinta Normal en la que ya anuncia la libertad de tratamiento dada a los diversos objetos que integran el escenario físico mediante la aplicación de distintas técnicas y variaciones plásticas.

### Perfeccionamiento en Europa
Alfredo Helsby viajó en 1906 un año a Europa para perfeccionar sus conocimientos gracias a una beca del gobierno chileno. Se radica en París donde estudio con Jean Paul Laurens y realizó una intensa actividad de difusión del arte chileno en exposiciones que organizó junto a Valenzuela Puelma en Londres y París. En 1907 expuso en el Salón de la Sociedad de Artistas Franceses de París, en la Royal Academy de Londres y en la Old Sudley Water Colour Society de la capital inglesa, constituyendo la estancia en el Viejo Continente una experiencia vital en su conocimiento de las tendencias artísticas del momento, así como un reencuentro con sus raíces británicas.

### Vuelta a Chile
Regresó a Chile en 1908, en el mismo barco que traía al español Fernando Álvarez de Sotomayor, maestro inspirador de la Generación del Trece con quien trabó amistad. Helsby sirvió de modelo para uno de los primeros y más celebrados retratos que el pintor gallego realizó en el país. En su viaje de regreso a Chile, Helsby se bajó del barco en Brasil, desde donde pasó luego a Argentina. Expuso en Buenos Aires en 1909 y regresó a Chile.

### Estancia en Estados Unidos, Argentina y Europa
Con posterioridad, entre 1914 y 1919 vivió en los EE. UU. entre San Francisco, Nueva Orleans y Washington. En Nueva York pasó una temporada en el estudio de John Joseph Enneking. Además realizó nuevas estadías de aprendizaje en Argentina (1920) y Europa (1920 - 1921)

## Paisajista
Heredero de una sensibilidad inglesa para el color, diferente a la visión afrancesada de sus pares chilenos, admiraba a los paisajistas Whistler y Turner y de esa manera interpretó los paisajes cordilleranos, campo, marinas, escenas de Valparaíso y el Sur de Chile.
Alfredo Helsby comenzó con un período paisajista patente en obras como Orilla del Aconcagua, al que prosiguió la temática urbana por el influjo de su amigo Juan Francisco González, Paisaje de Limache. En las casi 800 obras de su autoría destaca la revelación de los grandiosos panoramas naturales de las montañas, campos y valles australes de Chile, a través de una cierta técnica impresionista de profusión de colores al servicio de delicados planos como en Tarde en Providencia, Arco iris en los canales de Chiloé y Cordillera. Para Helsby el paisaje natural poseía una fuerza mágica inherente a los espectáculos efímeros cuyas distintas expresiones trataba de plasmar en sus telas. Sin hacer suyo el mensaje impresionista, su singularidad se encuentra en la apertura que realizó al mundo de la luz, su distanciamiento de la temática condicionante y de la representación rigurosa, así como la mayor flexibilidad en las técnicas. Otras muestras de su labor son el Paseo Atkinson, donde una niña corre tras un aro, el retrato del pintor Fernando Álvarez de Sotomayor, Iglesia de la Divina Providencia, Rincón de Londres viejo, Desde el Corcovado y Silencio Andino.

## Exposiciones
Realizó numerosas exposiciones en Santiago y en otras ciudades del país y del resto de mundo, desde Argentina a Estados Unidos en cuyos museos y colecciones privadas se encuentran las obras de quien, además, obtuvo premios y distinciones (primera medalla en la Exposición Internacional de Santiago en 1900; segunda medalla en la Exposición Internacional del Centenario en 1910) a lo largo de una carrera vivida voluntariamente al margen de movimientos y grupos y, quizás por ello, carente de discípulos.

## Premios y reconocimientos

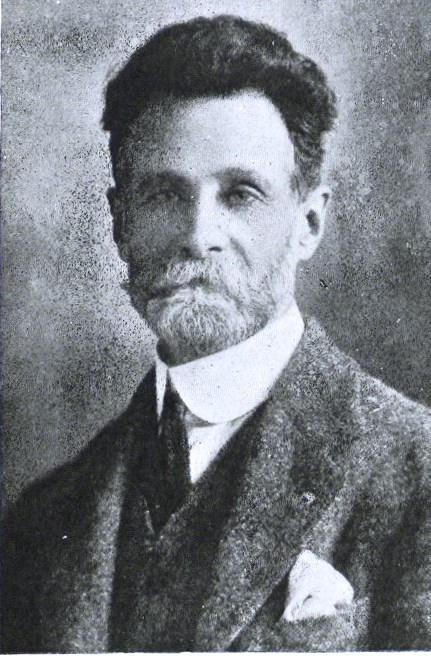
Alfredo Helsby Hazell.

- 1889 Medalla de Tercera Clase en Salón Oficial de Santiago, Chile.
- 1891 Medalla de Segunda Clase en Salón Oficial de Santiago, Chile.
- 1895 Premio en Salón de Madrid, España.
- 1896 Tercera Medalla en Pintura en la Exposición Municipal de Valparaíso, Chile.
- 1900 Medalla de Primera Clase en Pintura en Salón Oficial, Santiago, Chile.
- 1905 Premio de Paisaje del Certamen Edwards en Salón Oficial de Santiago, Chile.
- 1906 Pensionado por el gobierno para estudiar en Europa.
- 1907 Mención Honrosa en la Royal Academy de Londres, Inglaterra.
- 1910 Segunda Medalla en Pintura en la Exposición Internacional de Santiago, Chile.
- 1910 Segunda medalla en la Exposición Internacional del Centenario

Además fue miembro de la Société Internationale de Philologhie, Sciences et Beaux Arts de París, y de la Imperial Arts League de Londres entre otras organizaciones internacionales.

### Individuales
- 1905 W.G Patton y Cia. Concepción, Chile.
- 1909 Hall de El Mercurio, Santiago, Chile
- 1971 Retrospectiva, Instituto Cultural de Las Condes, Santiago, Chile.
- 1984 Exposición Retrospectiva, Instituto Cultural de Las Condes, Santiago, Chile.
- 2006 Alfredo Helsby, Casas Lo Matta de la Municipalidad de Vitacura, Santiago, Chile.

### Colectivas
- 1889 - Salón Oficial. Museo Nacional de Bellas Artes, Santiago, Chile. Además participó los años 1890, 1891; 1893, 1894, 1895; 1899, 1900; 1904, 1905; 1909, 1910, 1911; 1923, 1924, 1925; 1929, 1930.
- 1895 - Salón de Madrid, España.
- 1907 - Old Sudley Colour Society, Londres, Inglaterra.
- 1907 - Royal Academy de Londres, Inglaterra.
- 1907 - Salón de París, Francia
- 1908 - Salón de Río de Janeiro, Brasil.
- 1909 - Exposition des Beaux Arts, organizada por el Comité de Fiestas del 14 de julio, Santiago, Chile.
- 1910 - Exposición Internacional de Bellas Artes. Museo Nacional de Bellas Artes, Santiago, Chile.
- 1910 - Exposición Internacional de Arte del Centenario, Museo Nacional de Bellas Artes, Buenos Aires, Argentina.
- 1916 - Salón Internacional Panamá Pacific, Panamá.
- 1930 - Exposición del Cincuentenario de su Fundación. Museo Nacional de Bellas Artes, Santiago, Chile.
- 1940 - Exposición de Arte Chileno, Buenos Aires, Argentina.
- 1960 - Maestros de la Pintura Chilena en Homenaje el sesquicentenario de la Independencia, Instituto Chileno Norteamericano de Cultura, Santiago, Chile.
- 1963 - Valparaíso en la Pintura. Museo Nacional de Bellas Artes, Santiago, Chile.
- 1972 - 150 Años de Pintura Chilena, Museo Nacional de Bellas Artes, Buenos Aires, Argentina.
- 1972 - Las Flores y las Frutas en la Pintura Chilena, Instituto Cultural de las Condes, Santiago, Chile.
- 1976 - Siglo y Medio de Pintura Chilena: Desde Gil de Castro al Presente. Instituto Cultural de Las Condes, Santiago, Chile.
- 1976 - Siglo y Medio de Pintura Chilena, Instituto Cultural de Las Condes, Santiago, Chile.
- 1977 - 200 Años de Pintura Chilena: Primera Exposición Itinerante. Departamento de Extensión Cultural del Ministerio de Educación, Santiago, Chile.
- 1978 - Grandes Figuras de la Pintura Chilena: Selección de Colecciones Particulares. Instituto Cultural de Las Condes, Santiago, Chile.
- 1979 - Exposición el Niño en la Pintura Chilena. Museo Nacional de Bellas Artes, Santiago, Chile.
- 1979 - Segunda Exposición de Pinturas de Colecciones Privadas, Casino Municipal de Viña del Mar, Chile.
- 1980 - El Arte y la Banca. Museo Nacional de Bellas Artes, Santiago, Chile.
- 1981 - La Historia de Chile en la Pintura, Museo Nacional de Bellas Artes, Santiago, Chile.
- 1982 - El Árbol en la Pintura Chilena. Museo Nacional de Bellas Artes, Santiago, Chile.
- 1982 - Recorriendo el Pasado de la Pintura Chilena, Instituto Cultural de Las Condes, Santiago, Chile.
- 1983 - Exposición de Pintura Chilena de la Colección del Museo Nacional de Bellas Artes, Sala Matta, Santiago, Chile.
- 1984 - La Pintura al Agua en Chile, Instituto Cultural de Providencia, Santiago, Chile.
- 1984 - Quince Elegidos en la Pintura Chilena. Corporación Cultural de Las Condes, Santiago, Chile.
- 1985 - Los Salones 1884-1966: Ocho Décadas de Arte en Chile. Instituto Cultural de Las Condes, Santiago, Chile.
- 1986 - Ventana a Valparaíso: Exposición Retrospectiva Grandes Valores de la Pintura Chilena. Instituto Cultural de Las Condes, Santiago, Chile.
- 1987 - Mar de Chile, Mar de Gloria, Biblioteca Nacional, Santiago, Chile.
- 1988 -Tres Siglos de Dibujo en Chile, Colección Germán Vergara Donoso del Museo Histórico Nacional, Instituto Cultural de Las Condes, santiago, Chile.
- 1991 - Siglo y Medio de Pintura Chilena, Instituto Cultural de Las Condes, Santiago, Chile.
- 1987 - Exposición Pinacoteca Banco Central de Chile. Museo Nacional de Bellas Artes, Santiago, Chile.
- 1987 - Panorama de la Pintura Chilena, Instituto Cultural de Las Condes, Santiago, Chile.
- 1989 - El Árbol, Colección Pinacoteca de la Universidad de Concepción, Municipalidad de Chillán, Chile.
- 1993 - El Otoño en la Pintura Chilena, Centro Cultural Alameda, Santiago, Chile.
- 1997 - Providencia en la Pintura Chilena, Instituto Cultural de Providencia, Santiago, Chile.
- 1999 - Tradición y Modernidad en el Arte Chileno a Principios de Siglo: Dos Esquemas en Conflicto, Centro de Extensión Pedro Olmos, Talca, Chile.[11]
- 2000 - Chile Cien Años Artes Visuales: Primer Período (1900-1950) Modelo y Representación. Museo Nacional de Bellas Artes, Santiago, Chile.
- 2002 - Desde Rugendas a Nuestro Tiempo, Valparaíso en la Pintura, Museo Lord Cochrane de Valparaíso, Chile.
- 2007 - Los Tesoros del Baburizza, Centro Cultural de Viña del Mar. Viña del Mar, Chile.
- 2008 - Colección del Banco Central de Chile, Palacio Carrasco, Viña del Mar, Chile.
- 2009 - Treasures from the National Museum of Fine Arts, Brooks Museum, Memphis, Estados Unidos.

## Medicina alternativa
La mayor influencia de Valenzuela Puelma en Helsby no fue por el lado de los pinceles. Ambos compartían un gran interés por lo que hoy se llama la medicina alternativa. Valenzuela siguió cursos de medicina en Chile que luego prosiguió intermitentemente en su primer viaje a París y tuvo un creciente interés por la curación de enfermedades sin recurrir a la cirugía ni a las drogas. En el barco donde viajó se presentó como médico y, según una leyenda dudosa, incluso habría dado una conferencia de medicina en La Sorbona.

 Helsby habría tomado "del maestro la finura del color y también esa doble pasión por la pintura y la medicina natural"
Carlos Ossandón Biografía de Valenzuela Puelma

### Movimiento anti-vacuna
Durante el tiempo que estuvo en Londres en 1907, Helsby se afilió a la liga antivacunista de Inglaterra, a la Unión Británica para la abolición de la vivisección y la sociedad de la regeneración física de Londres. Llegado de vuelta a Chile, Helsby se convirtió en un corresponsal habitual de los diarios locales que en forma diaria recibían sus cartas y artículos alabando regímenes naturistas, atacando las vacunas y defendiendo el derecho de los animales a no ser objeto de "las infamias de la experimentación médica". En 1911 apareció su libro "Contra la vacunación obligatoria ¿Qué dicen hoy los sabios sobre la vacuna?", donde se proponía refutar al doctor Ibar, promotor de la vacunación, acompañando documentos traducidos y presentados por él. El libro estaba dedicado a Georgina Hooper de Hammerton, organizadora de la sociedad teosófica de Valparaíso y posteriormente difusora de "The New Thought" y fundadora del Instituto de Ciencia Mental Armonía, que propugnaba la curación de las enfermedades a través del poder de la mente.

 "Esta cuestión vacuna ha llegado a ser hoy día cuestión de amor propio, tanto para profesionales como para gobernantes. Estos últimos, felizmente ilustrados, por cualquier par de mediquillos (de esos que, por su escasa clientela, se ven obligados a ambicionar puestos públicos que a menudo deshonran) proceden a gastar en esta farsa macabra, ¡a manos llenas, los dineros de la nación! Con tal plausible motivo, se pide suspender las garantías individuales en Valparaíso y allá tenemos a los simpáticos niños del curso de medicina, armados del permiso materno, del úkase ministeril y de un par de pacos, buscando rabiosos lanceta en ristre, a toda la gente mala, es decir, la gente sana (que según Quevedo da lo mismo), para concluir a pisotones con tan pícara sanidad y reducir a todos, absolutamente a todos, a la feliz condición de enfermos...". 
Alfredo Helsby en Cartas al director, El Mercurio de Valparaíso

## Últimos años y muerte
De tendencia aislada, Helsby pasó sus últimos años en soledad, en una casita en un despoblado de La Cisterna en el sur de Santiago de Chile. Murió los 71 años de una enfermedad intestinal, vivía junto a un gato. Ningún médico le puso las manos encima.

"Helsby era un distinguido artista que había logrado destacarse con un sólido prestigio entre los pintores chilenos -para luego añadir- que las sociedades científicas tuvieron en él a un inteligente colaborador que popularizó en el país las doctrinas médicas naturistas".
Obituario de Helsby ,"El Diario Ilustrado" el 25 de julio de 1933.

## Importancia
En síntesis, puede afirmarse que la obra de Alfredo Helsby no fue tanto una renovación inmediata de los medios expresivos de la pintura sino un cuestionamiento e invitación a replantear conceptos, temas y técnicas a fin de depurar el arte plástico.En el medio artístico chileno resultaron inéditos tanto el recurso utilizado por Helsby del punto de vista aéreo como el empleo de lienzos de enormes dimensiones.
En la actualidad, las obras de Alfredo Helsby se encuentran no solo en museos nacionales, sino también en otros lugares del mundo como en museos de Buenos Aires, Argentina; Montevideo, Uruguay; Río de Janeiro, Brasil; Washington, Estados Unidos y en colecciones privadas de Europa y Estados Unidos.

### Propia
- Helsby, Alfredo (1911). Contra la vacunación obligatoria ¿Qué dicen hoy los sabios sobre la vacuna?. Santiago, Chile.: Imprenta Galvez 370, Imprenta Dener.